# プロレスリング紫焔
プロレスリング紫焔（プロレスリングしえん）は、大阪を中心に活動しているプロレス団体。

## 団体名の由来
創業者のキアイリュウケンエッちゃんのイメージカラーである「紫」に「支援」を懸けたものである。

## 歴史
- 2010年1月、キアイリュウケンエッちゃんを中心とした大阪学院大学の学生プロレス団体「OWF」出身者が設立[1]。
- 2月20日、四丁目劇場で旗揚げ前々哨戦「f（フォルテ）」を開催。
- 3月6日、三角公園特設会場で旗揚げ前哨戦「ff（フォルティシモ）」を開催[2]。
- 3月21日、クリエイティブセンター大阪で旗揚げ戦「fff（フォルティシシモ）」を開催。
- 2015年2月21日、大阪府立体育会館第2競技場で旗揚げ5周年記念大会を開催
- 2018年9月15日、イオンモール橿原で開催されたプロレスフェスに参加。
- 2019年2月9日、初の東京大会を新木場1stRINGで開催[3]。
- 2020年3月22日、COOL JAPAN PARK OSAKA SSホールで旗揚げ10周年記念大会を開催。

## タイトルホルダー
| タイトル          | 保持者                         | 歴代   |
| ----------------- | ------------------------------ | ------ |
| 紫焔シングル王座  | 谷口弘晃                       | 第9代  |
| 紫焔タッグ王座    | ドングリー藤江 バハムート      | 第19代 |
| 紫焔6人タッグ王座 | 谷口弘晃 尾久頼明 ボンバー奥野 | 第8代  |
| "I LOVE 紫焔"王座 | 花園桃花                       | 第14代 |

## 所属選手
- キアイリュウケンエッちゃん
- ドングリー藤江
- 大久保寛人
- ライパチ磯部
- 谷口弘晃
- タイガーハート
- マロ栗山
- ラスカル藤原
- トモ榎並
- 尾久頼明
- ジョーカー冬木
- 馬骨
- 滝井洋介
- バハムート
- ボンバー奥野
- 川端佑子
- 後藤哲也
- ダディロコ
- 西山星哉
- ラ・コルサ
- 小山悠太

## スタッフ

### レフェリー
- GOD服部
- 利根川ポンタ

### リングアナウンサー
- 出口翔大

## 歴代所属選手
- アグー松永（現：TORU）
- 政岡純